# عماء
عماء
عماء: در عرفان مرحله تجلی پروردگار را عماء می‌نامند ۲ - ابر باران - ریز. ۳ - (تص) مرتبت احدیت (تعاریفات، دکتر غنی، تاریخ تصوف 651). ۴. دختر خوش قامت
اصطلاح «عماء» نخستین بار در روایات به‌کاررفته است، اهل عرفان هم، دربارهٔ آن سخن گفته‌اند.
«عماء» در عرفان محیی‌الدین محمد بن علی بن محمد بن العربی طائی حاتمی (ابن عربی) از جایگاه ویژه‌ای برخوردار است.
عماء اسمی است برای عالم غیب و غیب مطلق که همان الله است.
ابن اصطلاح را عرفا از کلام حضرت ختمی نبوت گرفته‌اند، چه آنکه ابو رزین عقیلی از آن حضرت پرسید «این کان ربنا قبل ان یخلق الخلق؟ قال- ص-: کان فی عماء ما فوقه.
این حدیثی است که در جامع ترمذی و مسند ابن حنبل و سنن ابن ماجه روایت شده‌است.
مقام غیب‌الغیوبی ذات مقام، لااسم و لارسم بودنِ است. در آثار عرفا، وقتی به مقام ذات غیب‌الغیوبی می‌رسند، می‌گویند هیچ اسم و رسمی ندارد؛ چنان‌که گاه از آن مقام به (مقام لااسم و لارسم) یاد می‌کنند.
در مصباح الهدایه آمده:
بدان … که هویت غیبیة احدیه و عنقاء مُغربی که در غیب هویت مستکنّ است و حقیقتی که تحت پرده‌های نوری و حجاب‌های ظلمانی در (عماء) و بطون و غیب و کمونْ پنهان است، نه اسمی از او در عوالم ذکر حکیم هست و نه رسمی.